# Bouresse

Bouresse este o comună în departamentul Vienne, Franța. În 2009 avea o populație de 582 de locuitori.